# 큰말똥가리
큰말똥가리(영어: Upland Buzzard, 학명: Buteo hemilasius)는 수리목 수리과에 속하는 겨울철새이다.

## 생김새
전체적으로 생김새가 말똥가리와 유사하다. 말똥가리에 비해 몸집이 크고 날개가 더 길다. 날개 윗면, 아랫면에 있는 첫째날개깃 기부의 흰색이 크고 뚜렷하게 보인다. 머리는 말똥가리에 비해 밝은 편이다. 흑색형은 전체적으로 검고 날개아랫면의 첫째날개깃 기부가 흰색이고 꼬리 끝에 검은색 띠가 넓게 있다.

## 서식지
넓은 농경지 등 개방된 환경에서 날면서 땅 위의 먹이를 찾는다. 몽골, 만주 서부, 중국 동부, 티베트 등에서 번식하고 히말라야, 중국 동부, 한국 등에서 월동한다.